# Cucullia cyanorea
Cucullia cyanorea là một loài bướm đêm trong họ Noctuidae.